# Gauna
Gauna is een geslacht van vlinders van de familie snuitmotten (Pyralidae), uit de onderfamilie Pyralinae.

## Soorten
- G. aegusalis Walker, 1859
- G. cacaalis Lucas, 1891
- G. callimochla Turner, 1932
- G. caustopa (Turner, 1905)
- G. mediolineata Hampson, 1903
- G. microphylla Turner, 1937
- G. phaealis (Hampson, 1906)
- G. pyralodes (Hampson, 1916)
- G. serratilis Snellen, 1890